# Johannes Fabian
Johannes Fabian (* 19. Mai 1937 in Glogau) ist ein deutscher Anthropologe. Er ist emeritierter Professor an der Universiteit van Amsterdam. 

## Leben
Johannes Fabian wurde 1937 in Glogau  geboren. 
Nach dem Schulabschluss im Jahr 1956 begann Fabian ein Studium in Mödling und in Bonn. Dort studierte er, unter anderem bei Paul Schebesta, Philosophie, Theologie, Anthropologie, Linguistik und Geschichte.
1962 zog Fabian nach München und studierte dort an der Ludwig-Maximilians-Universität München Anthropologie, Soziologie und Frühe Geschichte.
Schon 1963 führte er sein Studium der Anthropologie an der University of Chicago fort, wo er 1965 seinen Master abschloss und 1969 promovierte. Bereits ab 1968 hielt er Vorlesungen an der Northwestern University in Evanston, Illinois, wo er in der Folge an der Fakultät für Anthropologie eine Assistenzstelle annahm.
1973 wurde er Professor an der Universität Zaire und wurde Präsident der Fakultät für Anthropologie und Soziologie. Er kehrte jedoch ein Jahr später in die Vereinigten Staaten zurück und wurde Professor für Anthropologie an der Wesleyan University in Middletown, Connecticut bis 1979. Im Folgejahr wurde er Professor und Inhaber des Lehrstuhl des Lehrbereichs Kulturanthropologie und Nicht-Westliche Soziologie der Universiteit van Amsterdam. Im Jahr 2002 wurde er emeritiert. 
Fabian war Gastprofessor an der Rheinischen Friedrich-Wilhelms-Universität Bonn, der Universität zu Köln und der Universität von Paris. Außerdem war er im Frühling 1995 Inhaber der Theodor-Heuss-Gastprofessur an der New School for Social Research in New York City.

## Forschung
In seiner Karriere führte Fabian verschiedene Feldstudien durch, zum Beispiel zu religiösen Bewegungen in Zaire und Kongo. Außerdem hat er unterschiedliche Studien zu ethno-linguistischen Sachverhalten durchgeführt.

## Schriften (Auswahl)
- Time and the Other: How Anthropology Makes its Object. New York: Columbia University Press 1983, ISBN 978-0231055901.
  - Neuausgabe: Time and the Other. How Anthropology Makes Its Object, With a New Postscript by the Author. Columbia University Press, New York 2014, ISBN 978-0231169271.
- Language and Colonial Power: The Appropriation of Swahili in the Former Belgian Congo, 1880–1938, Cambridge University Press 1986, ISBN 978-0521308700.
- Time and the Work of Anthropology: Critical Essays 1971-1991. Chur: Harwood Academic Publishers 1991, ISBN 978-3718651795.
- Out of Our Minds. Reason and Madness in the Exploration of Central Africa. University of California Press, Berkeley und Los Angeles 2000, ISBN 978-0520221239.
  - Im Tropenfieber: Wissenschaft und Wahn in der Erforschung Zentralafrikas. Übersetzt von Martin Pfeiffer, Beck, München 2001, ISBN 978-3406473975.
- Anthropology with an Attitude: Critical Essays. Stanford University Press, Stanford 2002, ISBN 978-0804741439.
- Memory against Culture: Arguments and Reminders. Duke University Press, Durham und London 2007, ISBN 978-0822340775.
- Ethnography as Commentary: Writing from the Virtual Archive. Duke University Press, Durham und London 2008, ISBN 978-0822342830.